# Ulica Krakowska we Wrocławiu

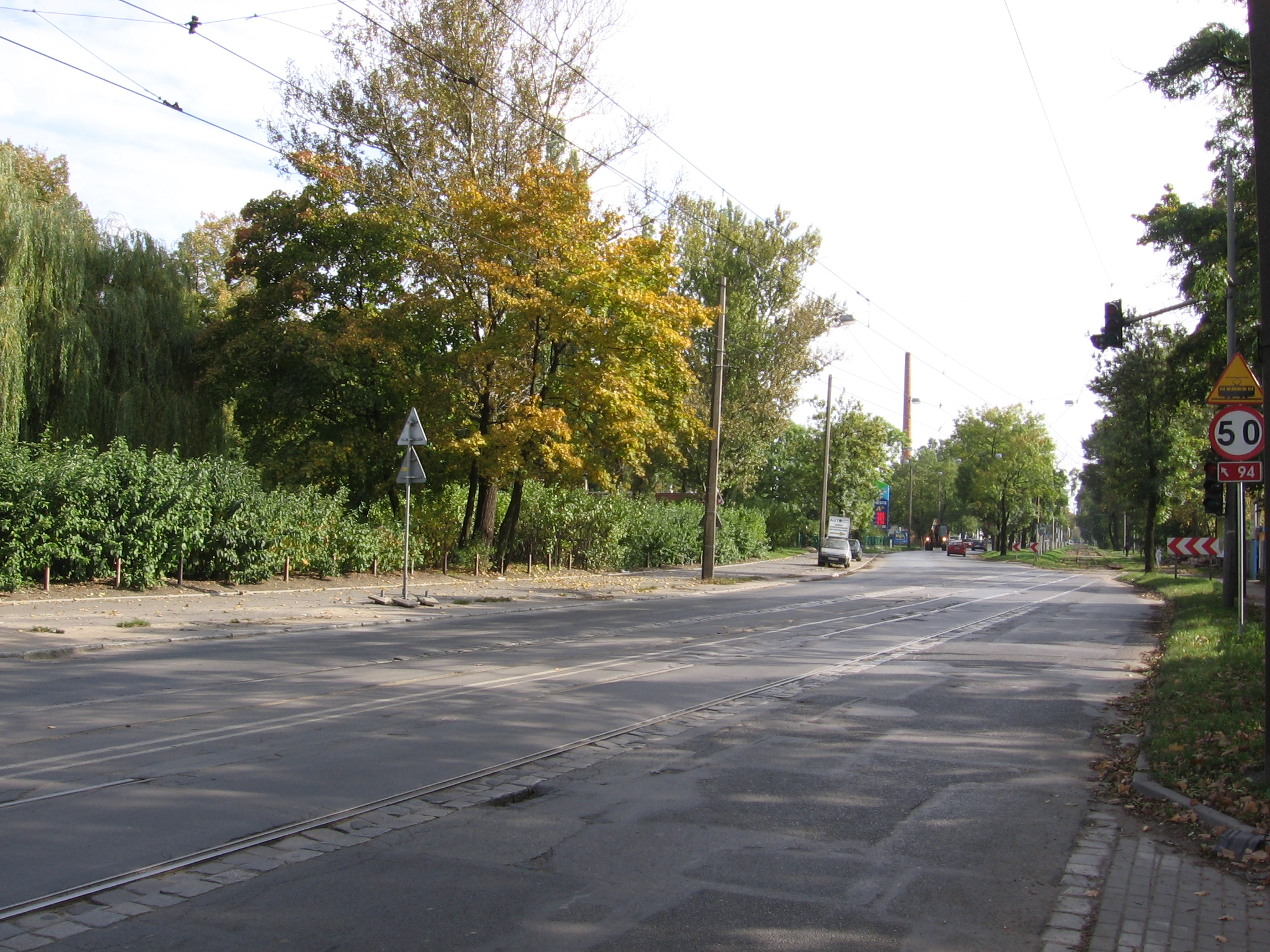
Widok w kierunku południowo-wschodnim z okolicy skrzyżowania z ul. Karola Skibińskiego

Ulica Krakowska – jedna z wylotowych arterii Wrocławia (osiedla Przedmieście Oławskie, Księże), długości 2,37 km, prowadząca wzdłuż Oławy i Górnej Oławy na południowy wschód, przedłużenie ul. gen. Romualda Traugutta.
Zaczyna się przy Moście Rakowieckim (przy skrzyżowaniu z ul. Na Niskich Łąkach), w miejscu, gdzie ul. gen. Romualda Traugutta zbiega się z ul. Tadeusza Kościuszki, a kończy przy skrzyżowaniu z ul. Karwińską, przechodząc w sposób płynny w ul. Opolską.
W przeszłości był to fragment szosy Oławskiej (niem. Ohlauer Chaussee), od Czerwonego Mostu do Czerwonej Karczmy.
Trakt ten przebiegał przez tereny będące częścią majątku biskupiego; od połowy XIX wieku zagospodarowywane (w latach 1856–1858 urządzono tu m.in. cmentarze ewangelickie), w drugiej połowie XIX wieku pojawiła się także zabudowa przemysłowa (m.in. ze względu na bliskość linii Kolei Górnośląskiej), w tym browar Haasego oraz komunalna (komenda straży pożarnej, zajezdnia tramwajowa) i użyteczności publicznej. Od roku 1904 (włączenie Rakowca w granice miasta) ma status ulicy (niem. Ofenerstraße), w 1928 wydłużona o odcinek do ul. Rybnickiej.
Wybudowane przy ul. Krakowskiej obiekty zachowały się po II wojnie światowej tylko częściowo. Współczesny charakter zabudowy ulicy podobny jest do przedwojennego: dominują obiekty handlowo-produkcyjne. Na całej długości ulicy biegnie nią dwutorowa linia tramwajowa.
Na odcinku od węzła z obwodnicą śródmiejską (al. Armii Krajowej) do skrzyżowania z ulicą Karwińską jest częścią drogi krajowej nr 94. Przed reformą sieci drogowej w 2000 roku na całej długości stanowiła fragment drogi krajowej nr 456, a w czasach Polski Ludowej jej śladem biegła droga państwowa nr 34.